# Encarsia occultans
Encarsia occultans är en stekelart som beskrevs av Hayat 1998. Encarsia occultans ingår i släktet Encarsia och familjen växtlussteklar. Inga underarter finns listade i Catalogue of Life.